# Witalij Mandziuk
Witalij Wasylowycz Mandziuk, ukr. Віталій Васильович Мандзюк (ur. 24 stycznia 1986 we wsi Wiline w obwodzie krymskim, Ukraińska SRR) – ukraiński piłkarz występujący na pozycji obrońcy, reprezentant Ukrainy.

## Kariera piłkarska

### Kariera klubowa
Karierę rozpoczynał w UOR Symferopol. Jego starszy brat Ołeksandr Mandziuk jest również zawodowym piłkarzem. W 2004 roku trafił do Dynama Kijów. Początkowo grał w młodzieżowej kadrze Dynamo-2, a także w rezerwach. Do pierwszej drużyny został włączony na początku sezonu 2006/07. W Wyszczej Liże debiutował 1 października 2006 w meczu Dynama z Tawriją Symferopol wygranym 2:1. Ogółem w lidze zagrał 3 razy (stan na 16 grudnia 2006). W europejskich pucharach debiutował 2 sierpnia w meczu kwalifikacji do Ligi Mistrzów Dynama z Liepājas Metalurgs (4:0). W Lidze Mistrzów debiutował 6 grudnia 2006 w meczu Dynamo - Real (2:2). W 2008 został wypożyczony do Arsenału Kijów. 12 stycznia 2010 podpisał 3 letni kontrakt z klubem Dnipro Dniepropetrowsk. Latem 2014 opuścił dniprowski klub.

### Kariera reprezentacyjna
Jest zawodnikiem reprezentacji Ukrainy U-21 prowadzonej przez Ołeksija Mychajłyczenkę, debiutował w meczu z Białorusią (3:0). Wcześniej grał w reprezentacji U-19, której trenerem był Jurij Kalitwincew.

## Sukcesy
- mistrz Ukrainy: 2007, 2009
- zdobywca Pucharu Ukrainy: 2007
- zdobywca Pucharu Pierwogo Kanału: 2008